# Lý Thụy Hoàn
Lý Thụy Hoàn (sinh ngày 17 tháng 9 năm 1934) là nhà lãnh đạo cấp cao đã nghỉ hưu của Đảng Cộng sản Trung Quốc (CPC). Ông từng giữ chức vụ Ủy viên Ban Thường vụ Bộ Chính trị Đảng Cộng sản Trung Quốc (1989—2002), Chủ tịch Ủy ban Toàn quốc Hội nghị Hiệp thương Chính trị Nhân dân Trung Quốc khóa VIII và khóa IX, nhiệm kỳ (1993—2003). Trước đó, ông từng giữ chức vụ Thị trưởng Chính phủ nhân dân thành phố Thiên Tân và Bí thư Thành ủy Thiên Tân.

## Tiểu sử
Lý Thụy Hoàn sinh tháng 9 năm 1934 tại Bảo Trì, Thiên Tân, xuất thân là một thợ mộc. Ông tốt nghiệp chuyên ngành kiến trúc dân dụng và công nghiệp tại Học viện nghiệp dư Kỹ thuật Kiến trúc Bắc Kinh, niên khóa 1958 đến 1963.
Từ năm 1951 đến 1965, Lý Thụy Hoàn là công nhân công ty kiến trúc 3 Bắc Kinh. Tháng 9 năm 1959, ông gia nhập Đảng Cộng sản Trung Quốc. Năm 1965 đến 1966, Lý Thụy Hoàn là Bí thư tổng chi bộ đảng xưởng gỗ kiến trúc Bắc Kinh, Phó bí thư Đảng ủy công ty Cung ứng vật liệu kiến trúc Bắc Kinh.
Từ năm 1966 đến 1971, dưới kỳ thời kỳ cách mạng Văn hóa, Lý Thụy Hoàn bị bức hại. Năm 1971 đến 1972, Lý Thụy Hoàn là Bí thư đảng ủy xưởng gỗ kiến trúc Bắc Kinh. Năm 1972 đến 1973, ông giữ chức Phó bí thư Đảng ủy Cục Công nghiệp Vật liệu Kiến trúc thành phố Bắc Kinh. Năm 1973 đến 1979, Lý Thụy Hoàn đảm nhiệm chức vụ Chỉ huy bộ chỉ huy cơ sở hạ tầng kiêm Phó chủ nhiệm Ủy ban Xây dựng thành phố Bắc Kinh; Phó chủ nhiệm Tổng Liên đoàn thành phố Bắc Kinh; Ủy viên Thường vụ Tổng Liên đoàn toàn quốc Trung Quốc.
Năm 1979 đến 1981, ông giữ chức Bí thư Ban Bí thư Trung ương Đoàn Thanh niên Cộng sản Trung Quốc, Phó Chủ tịch Liên hiệp Thanh niên toàn quốc Trung Quốc.
Năm 1981 đến 1982, ông giữ chức Ủy viên Ban Thường vụ Thành ủy Thiên Tân, Bí thư Ban Bí thư Trung ương Đoàn Thanh niên Trung Quốc. Tháng 5 năm 1982, Lý Thụy Hoàn được bổ nhiệm giữ chức vụ Thị trưởng thành phố Thiên Tân.
Tháng 10 năm 1987, tại Đại hội Đảng Cộng sản Trung Quốc lần thứ 13, Lý Thụy Hoàn được bầu làm Ủy viên Bộ Chính trị Đảng Cộng sản Trung Quốc, được phân công giữ chức vụ Bí thư Thành ủy kiêm Thị trưởng thành phố Thiên Tân.
Tháng 6 năm 1989, tại Hội nghị toàn thể Ủy ban Trung ương Đảng Cộng sản Trung Quốc lần thứ tư, Lý Thụy Hoàn được bầu làm Ủy viên Ban Thường vụ Bộ Chính trị Đảng Cộng sản Trung Quốc và được bầu bổ sung làm Bí thư Trung ương Đảng.
Tháng 10 năm 1992, tại Đại hội Đảng Cộng sản Trung Quốc lần thứ 14, Lý Thụy Hoàn được bầu lại làm Ủy viên Thường vụ Bộ Chính trị. Ngày 26 tháng 3 năm 1993, Lý Thụy Hoàn được bầu giữ chức vụ Chủ tịch Ủy ban Toàn quốc Hội nghị Hiệp thương Chính trị Nhân dân Trung Quốc khóa VIII.
Ngày 19 tháng 9 năm 1997, tại Hội nghị toàn thể Ủy ban Trung ương Đảng Cộng sản Trung Quốc lần thứ Nhất, Lý Thụy Hoàn được bầu tái đắc cử Ủy viên Ban Thường vụ Bộ Chính trị. Tháng 3 năm 1998, Lý Thụy Hoàn tiếp tục được bầu đảm nhiệm chức vụ Chủ tịch Chính hiệp Toàn quốc khóa IX. Tháng 3 năm 2003, Lý Thụy Hoàn được miễn nhiệm chức vụ, nghỉ hưu, kế nhiệm ông là Giả Khánh Lâm.